# Bororos

Índia bororo, 1946

Os bororos, otuques, bororós ou boe (autodenominação) são um povo indígena que habita o estado de Mato Grosso, no Brasil. Falam a língua bororo, autodenominada boe wadáru, que pode pertencer ao tronco linguístico macro-jê.

## Etimologia
O nome "bororo" é um nome dado pelos não indígenas, surgido quando os exploradores perguntaram "qual o nome do povo", e o indígena teria entendido "qual era o nome do local onde estavam": eles estavam no bororó, que, para a língua bororo, significa "pátio da aldeia".

## Características gerais

### História e distribuição dos povos
Os antigos bororos distribuíam-se por extensa região compreendida entre a Bolívia, a oeste; o rio Araguaia, o rio das Mortes, ao norte; e o rio Taquari, ao sul.
Os bororos ocidentais, viviam na margem leste do rio Paraguai, onde os jesuítas espanhóis fundaram missões. Muito amigáveis, serviam de guia aos não indígenas, trabalhavam nas fazendas da região e eram aliados dos bandeirantes. Desapareceram como povo tanto pelas moléstias contraídas quanto pelos casamentos com não índios. 

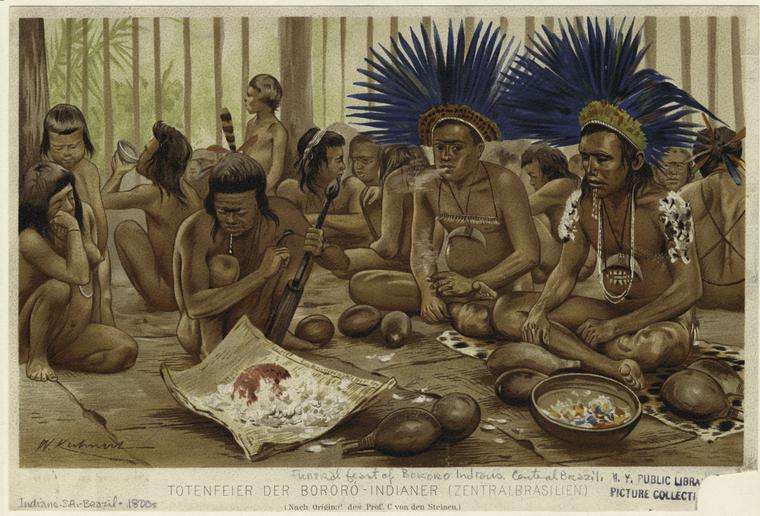
Banquete funeral de índios bororos em gravura de Friedrich Wilhelm Kuhnert (1865-1926)

Os bororós orientais habitavam, tradicionalmente, vasto território que ia da Bolívia, a oeste, ao rio Araguaia, a leste e do rio das Mortes, ao norte, ao rio Taquari, ao sul. Ao contrário dos bororos ocidentais, eram citados nos relatórios dos presidentes da província de Cuiabá como nômades bravios e indomáveis, que dificultavam a colonização. Foram organizadas várias expedições de extermínio.

### Organização social

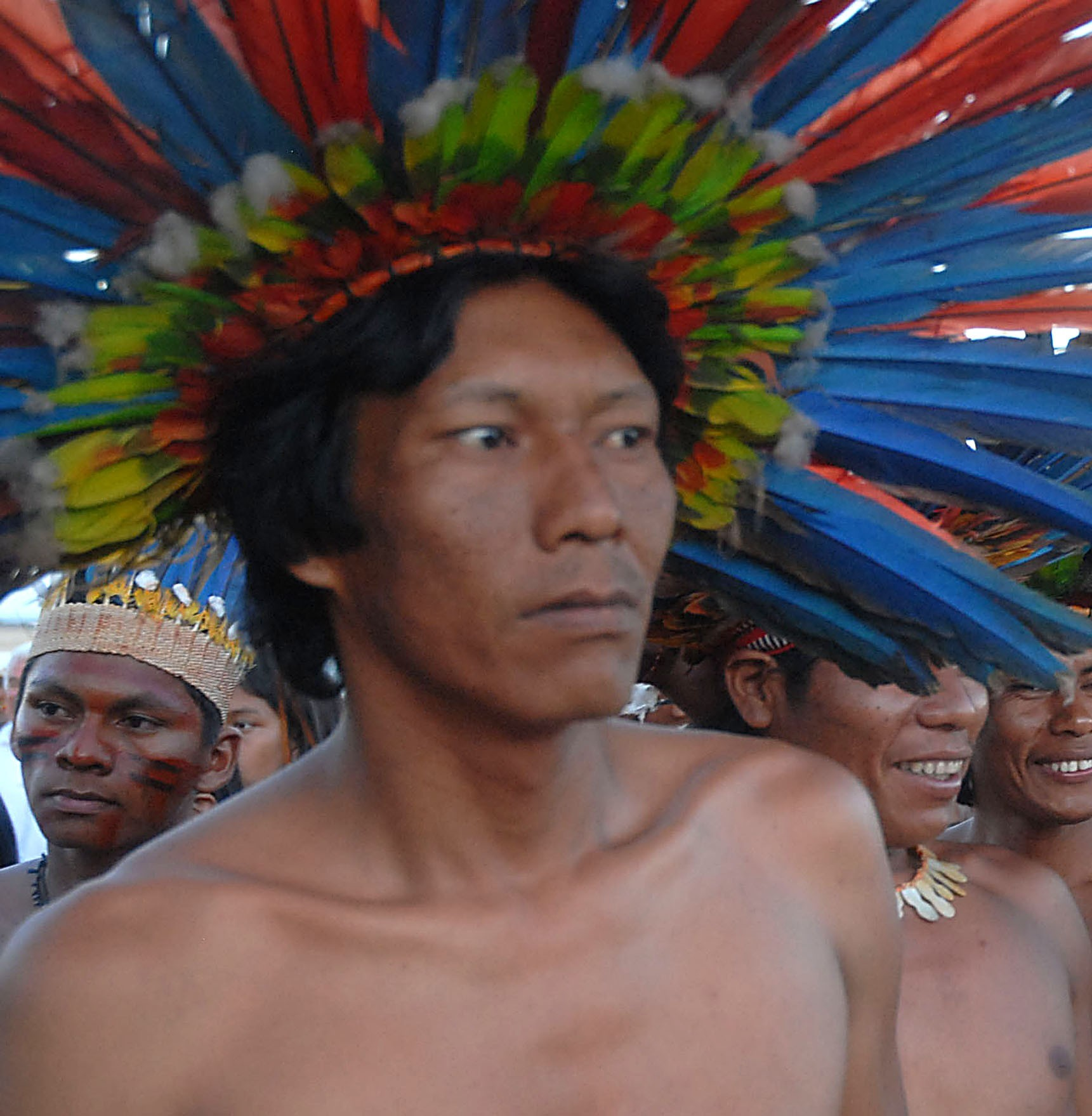
Bororo durante a nona edição dos Jogos dos Povos Indígenas em 2006

O povo obedece a uma organização social rígida. A aldeia é dividida em duas partes – eceráe e tugarége – que, por sua vez, se subdividem em clãs com deveres muito bem definidos. Eles reconhecem a liderança de dois chefes hereditários que sempre pertencem à metade eceráe, conforme determinam seus mitos. Dentro de cada clã, há uma comunhão de bens culturais (nomes, cantos, pinturas, adornos, enfeites, seres da natureza) que só podem ser usados pelos membros desse determinado clã, a não ser que este direito seja participado a outras pessoas em "pagamento" por favores recebidos.
Praticam diversos rituais, como:
- a "Festa do milho", para celebrar a colheita do cereal, que é um alimento importante na nutrição dos índios;
- a "Perfuração de Orelha e Lábios";
- o "Ritual do funeral", uma celebração sagrada para todos que se consideram índios.

O funeral dos bororos é o que mais chama atenção pela complexidade, podendo durar até dois meses. A morte de alguém pode provocar mudanças ou reforçar as alianças.

### Século XX
Os bororos habitam a região do planalto central de Mato Grosso e falam a língua portuguesa, além de sua língua orginal bororo. São tradicionalmente caçadores e coletores, porém adaptaram-se à agricultura, da qual extraem sua subsistência. Destacam-se pela confecção de seu artesanato de plumagem (conjunto de penas que reveste uma ave) e também pela pintura corporal em argila.
Estão distribuídos dentro de seis terras indígenas (Jarudori, Meruri, Sangradouro, Tadarimana, Teresa Cristina, Perigara) e também fora de terras indígenas.

### Demografia
Informações históricas indicam que nas últimas décadas do século XIX havia um contingente de aproximadamente 10 mil indivíduos Bororo.
Poucos anos depois, grande parte desses 10 mil sucumbiu aos efeitos do contato com os brancos, que incluíram guerras, epidemias e fome.
Em 1970, Darcy Ribeiro, no livro Os Índios e a Civilização (1 edição, editora Vozes, 1970), ao analisar o censo de 1932, afirmou que o alto grau de vulnerabilidade dos Bororo indicava as últimas etapas do processo de extinção.
Porém, a partir da década de 1970, observou-se um crescimento populacional:
- Em 1979, o Padre Uchoa identificou 626 indivíduos.
- Em 1997, levantamento da Missão Salesiana e Saúde/Funai/ADR Rondonópolis identificaram 1024 pessoas em diferentes localidades.[1]
- Em 2006, dados da Funasa revelam que a população Bororo chegou 1.392 pessoas.[1]
- Em 2010, o Censo demográfico do Instituto Brasileiro de Geografia e Estatística (IBGE) identificou 916 pessoas de 10 anos ou mais de idade que falavam boróro. Destas, 911 viviam na região Centro-Oeste, 851 dentro de Terras Indígenas (TI) e 65 fora de TI.[6]
- Em 2014, levantamento do Sistema de Informação da Atenção à Saúde Indígena (SIASI) e Secretaria de Saúde Indígena (SESAI) identificou 1817 bororos.[1]

## Contribuições arqueológicas
Através das evidencias arqueológicas, há indícios que os povos indígenas Bororo do sudeste de Mato Grosso teve o seu surgimento devido a junção de diversos grupos étnicos. As mudanças para a subsistência resultaram a transformações significativas nas organizações de forma social e regional. Com o contato com os grupos dominantes, os grupos minoritários sofreram alguns impactos que geraram  desafios para a preservação da culturas e praticas tradicionais.
Os Bororo fazem parte de um pequeno grupo tribal no Brasil. A origem dos Bororo supõem-se que surgiu através da difusão pluricultural. No tempo atual, os Bororo estão em 4 reservas nos afluentes do  afluentes da margem direita do rio das Mortes, no baixo curso do rio Tadarimana e no médio e baixo rio São Lourenço.
Em um estudo arqueológico no alto e médio curso do rio Vermelho, no território tradicional Bororo, em 11 áreas-pilotos, revelando 63 sítios ceramistas, sendo que 34 sítios (54%) são da tradição Uru, 23 sítios (37%) ancestrais dos Bororo e os 6 sítios (9%) são da tradição ceramista Tupi-guarani da subtradição Pintada.
Com a fundação da primeira aldeia Bororo no século XVIII, ocorreu uma grande mudança cultural. Os assentamentos Uru, eram aldeias grandes e circular que chegavam até 1000 habitantes, organizadas em anéis, uma dentro da outra. No final do século XII apresentavam uma evolução na cerâmicas fizeram-se assadores que possivelmente foram criados para a necessidade armazenar mais alimentos.
Algumas aldeias tinham mais contato uma com as outras, oque permitia uma troca de informações e influencias externas. No sítio MT-RN-32 os indícios sugerem que haviam divisões de trabalho para a produção dos utensílios de cerâmica, um indicativo de que havia uma organização social complexa, além das divisões tradicionais por sexo e idade.